# Leryn Franco
Leryn Dahiana Franco Steneri (Asunción, Paraguai, 1 de març de 1982) és una atleta, model, actriu i presentadora de TV paraguaiana. Està especialitzada en la prova de llançament de javelina i es va convertir en una sensació de la Internet durant els Jocs Olímpics de Pequín 2008. El seu millor llançament personal és de 57,77 metres, aconseguit el juny de 2012 a Barquisimeto, Veneçuela.

## Vida privada
L'atleta, a més d'exercir-se al competitiu món de l'esport professional, ha sabut fer-se un espai en el del modelatge producte de la seva bellesa física, atribut que va ser corroborat en més d'una ocasió per diversos mitjans de comunicació. Va participar en el certamen de Miss Paraguai per a Miss Univers 2006 arribant a obtenir el títol de Virreina, anys anteriors la virreina del certamen Miss Paraguai assitia al certamen de Miss Món, aquest any Paraguai no va enviar representant a aquest concurs. Leryn va participar en el certamen Miss Bikini of the Universe a Pequín, Xina en el 2006, quedant com Virreina del certamen. S'ha consolidat com un dels estels de la passarel·la i l'espectacle a Paraguai.
Precisament d'aquests ha estat objecte de rumors que la van involucrar en una suposada relació amorosa amb el tenista serbi Novak Djokovic, durant la seva participació en els Jocs de Pequín 2008 i el 2011 amb el Bahiense Tomas Blanco, exjugador i dirigent de l'handball (Handbol) Argentí. Als jocs olímpics de Pequín 2008 va ser escollida Miss Vila Olímpica.
El gener de 2009, la revista Askmen.com realitza una enquesta de les 99 dones més desitjades del món', debutant així en el posat Nº 86.
El desembre de 2009, va ser seleccionada per integrar un rànquing de les 40 esportistes més belles de la dècada. La llista va ser elaborada pel lloc web nord-americà Bleacher Report i en la mateixa la paraguaiana apareix en el 6è lloc de les més bufones en els últims 10 anys i en el 2è del 2009.
A més va ser una de les imatges de Nike per a la seva campanya Nike Woman per a Europa i Àsia.
El 2010 va ser triada com la més sexy de tots els temps.
El 2011 Sport Illustrated la va triar a Leryn amb altres dues esportistes per a la seva edició especial Swimsuit
El 2012 el lloc Aksmen.com va realitzar una enquesta sobre les 99 dones més desitjades del món, en la qual Leryn, per segona vegada (des de 2009), va quedar en el posat Núm. 64. També la Revista Men's Health la va posicionar en el primer lloc del ránquing mundial com una de les Esportistes més bufones de tots els temps. Nike la va publicar en un article exclusiu igual a incloure-la en la campanya per a la col·lecció Nike Women´s Training Spring 2012.
Els seus pares van néixer a l'Uruguai. Ella és seguidora del Club Olímpia d'Asunción a Paraguai i del Club Atlètic Peñarol d'Uruguai.

## Trajectòria d'actriu
Va aparèixer en la pel·lícula irlandesa Eliza Lynch: Queen of Paraguai en 2013. Leryn Franco va estar present en l'estrena de la pel·lícula, l'abril del 2013.

### Filmografia
| Any  | Treballo                       | Rol              | Notes         |
| 2013 | Eliza Lynch: Queen of Paraguai | Jove Eliza Lynch | [ 14 ] [ 15 ] |

## Trajectòria d'atletisme
Leryn va trencar en 1998 els registres nacionals de les categories per a menors de 17 anys en les modalitats de triple salt i javelina. Després de guanyar la medalla de bronze en 1999 i 2000, Franco va guanyar el 2001 el Campionat Sud-americà Juvenil de llançament de javelina. Més tard, en 2004 va obtenir el títol sud-americà Sub-23.
Va participar en tres Olimpíades, Atenes 2004, Pequín 2008 i Londres 2012.
Posseeix el rècord nacional Paraguaià de llançament de javelina amb 57.77 m

## Assoliments
| Any                           | Competència                       | Trobada                              | Posició                       | Rècord                        |
| Representant Plantilla:PARELL | Representant Plantilla:PARELL     | Representant Plantilla:PARELL        | Representant Plantilla:PARELL | Representant Plantilla:PARELL |
| ----------------------------- | --------------------------------- | ------------------------------------ | ----------------------------- | ----------------------------- |
| 1998                          | Campionat Sud-americà Juvenil     | Manaus - Brasil                      | 1st                           | 40.26 m                       |
| 1999                          | Campionat Sud-americà Junior      | Concepción - Xile                    | 3rd                           | 42.26 m                       |
| 2000                          | Campionat Sud-americà Junior      | São Leopoldo - Brasil                | 3rd                           | 46.50 m                       |
| 2001                          | Universiade                       | Pequín - Xina                        | 10th                          | 43.69 m                       |
| 2001                          | Campionat Panamericà Junior       | Santa Fe - Argentina                 | 1st                           | 43.69 m                       |
| 2001                          | Campionat Sud-americà Junior      | Santa Fe - Argentina                 | 2nd                           | 47.28 m                       |
| 2003                          | Jocs Panamericans                 | Santo Domingo - República Dominicana | 8th                           | 50.21 m                       |
| 2003                          | Campionat Mundial d'Atletisme     | París - França                       | 24th (q)                      | 51.13 m                       |
| 2004                          | Campionat Sud-americà Sub-23      | Barquisimeto - Veneçuela             | 1st                           | 51.53 m                       |
| 2004                          | Jocs Olímpics                     | Atenes - Grècia                      | 42nd (q)                      | 50.37 m                       |
| 2007                          | Jocs Panamericans                 | Rio de Janeiro - Brasil              | 8th                           | 52.24 m                       |
| 2007                          | Campionat Sud-americà d'Atletisme | São Paulo - Brasil                   | 3rd                           | 53.80 m                       |
| 2008                          | Jocs Olímpics                     | Pequín - Xina                        | 51st (q)                      | 45.34 m                       |
| 2009                          | Universiade                       | Belgrad - Sèrbia                     | 14th (q)                      | 48.26 m                       |
| 2011                          | Campionat Sud-americà d'Atletisme | Buenos Aires - Argentina             | 2nd                           | 55.66 m (NR)                  |
| 2011                          | Jocs Panamericans                 | Guadalajara - Mèxic                  | 13th                          | 48.70 m                       |
| 2012                          | Campionat Iberoamericà            | Barquisimeto - Veneçuela             | 2nd                           | 57.77 m (NR)                  |
| 2012                          | Jocs Olímpics                     | Londres - Regne Unit                 | 34                            | 51.45 m                       |
| 2013                          | Campionat Sud-americà d'Atletisme | Cartagena, Colòmbia                  | 4ta                           | 54.79 m                       |
| 2014                          | Jocs Sud-americans de 2014        | Santiago, Xile                       | 5ta                           | 52.86 m                       |